# El Piteu de Baix
El Piteu de Baix és una masia situada al municipi de Llobera, a la comarca catalana del Solsonès.